# Bolognano
Bolognano is een gemeente in de Italiaanse provincie Pescara (regio Abruzzen) en telt 1242 inwoners (31-12-2004). De oppervlakte bedraagt 16,7 km², de bevolkingsdichtheid is 79 inwoners per km². Een deel van het grondgebied ligt binnen de grenzen van het Nationaal Park Majella.
De volgende frazioni maken deel uit van de gemeente: Musellaro, Piano d'Orta.

## Demografie
Bolognano telt ongeveer 499 huishoudens. Het aantal inwoners daalde in de periode 1991-2001 met 5,2% volgens cijfers uit de tienjaarlijkse volkstellingen van ISTAT.
| Jaar | Inwoneraantal |
| ---- | ------------- |
| 1991 | 1339          |
| 2001 | 1269          |

## Geografie
De geografische coördinaten van de gemeente zijn 42° 13' NB 13° 58' OL.
Bolognano grenst aan de volgende gemeenten: Caramanico Terme, Castiglione a Casauria, Salle, San Valentino in Abruzzo Citeriore, Scafa, Tocco da Casauria, Torre de' Passeri.

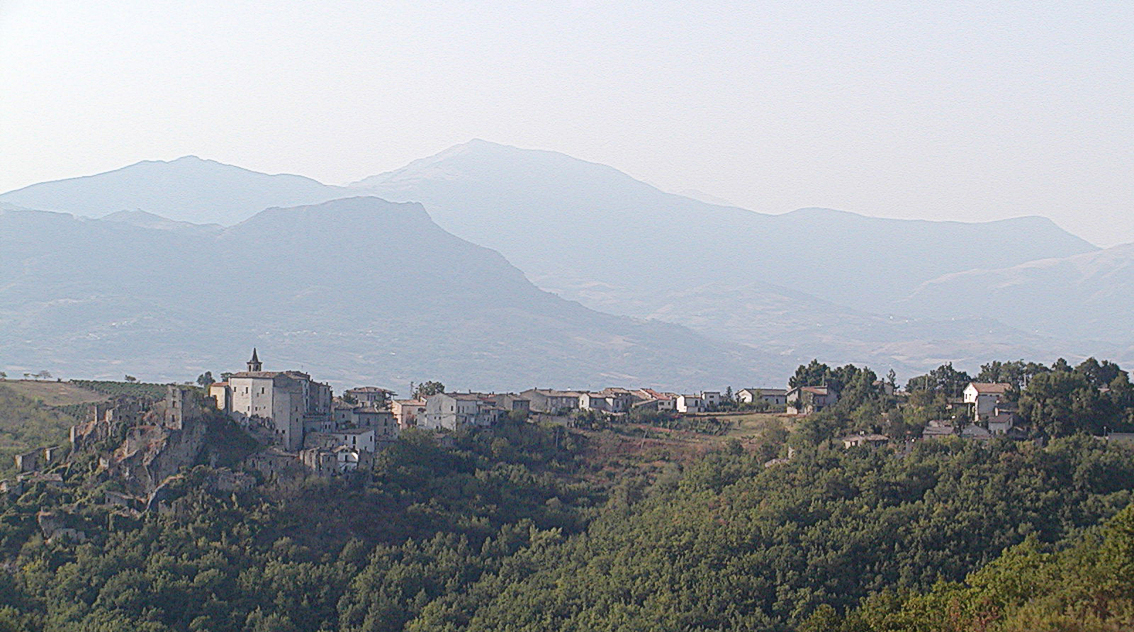
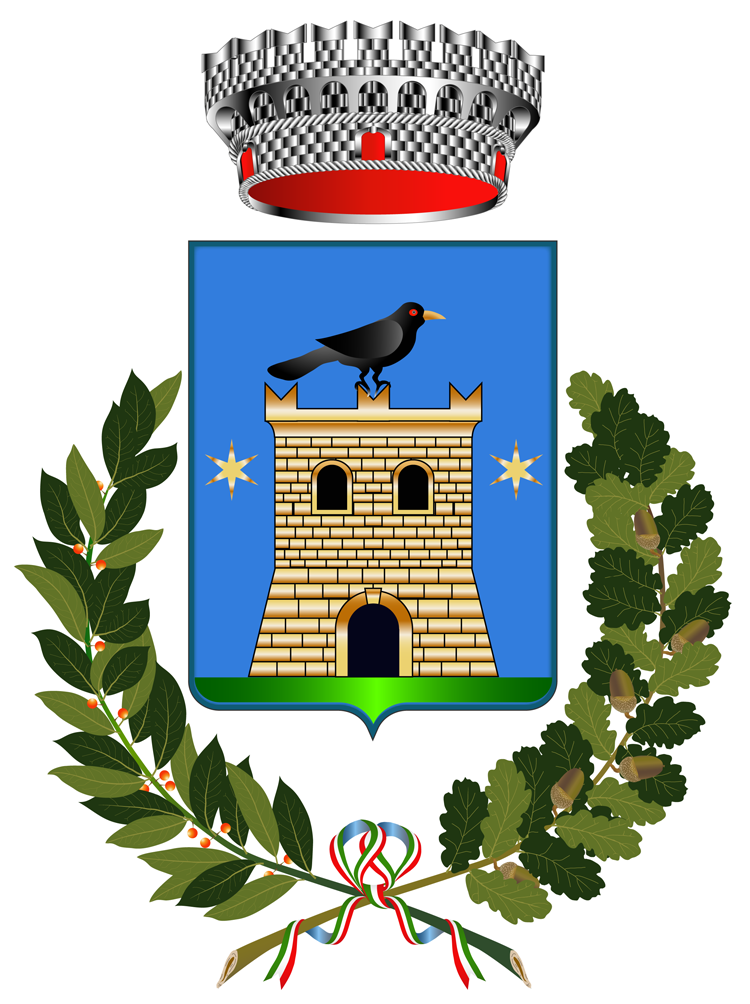

Abbateggio · Alanno · Bolognano · Brittoli · Bussi sul Tirino · Cappelle sul Tavo · Caramanico Terme · Carpineto della Nora · Castiglione a Casauria · Catignano · Cepagatti · Città Sant'Angelo · Civitaquana · Civitella Casanova · Collecorvino · Corvara · Cugnoli · Elice · Farindola · Lettomanoppello · Loreto Aprutino · Manoppello · Montebello di Bertona · Montesilvano · Moscufo · Nocciano · Penne · Pescara · Pescosansonesco · Pianella · Picciano · Pietranico · Popoli · Roccamorice · Rosciano · Salle · San Valentino in Abruzzo Citeriore · Sant'Eufemia a Maiella · Scafa · Serramonacesca · Spoltore · Tocco da Casauria · Torre de' Passeri · Turrivalignani · Vicoli · Villa Celiera
1. ↑  https://demo.istat.it/?l=it.